# Liste der Landschaften in Nordrhein-Westfalen
Nordrhein-Westfalen umfasst folgende Landschaften:

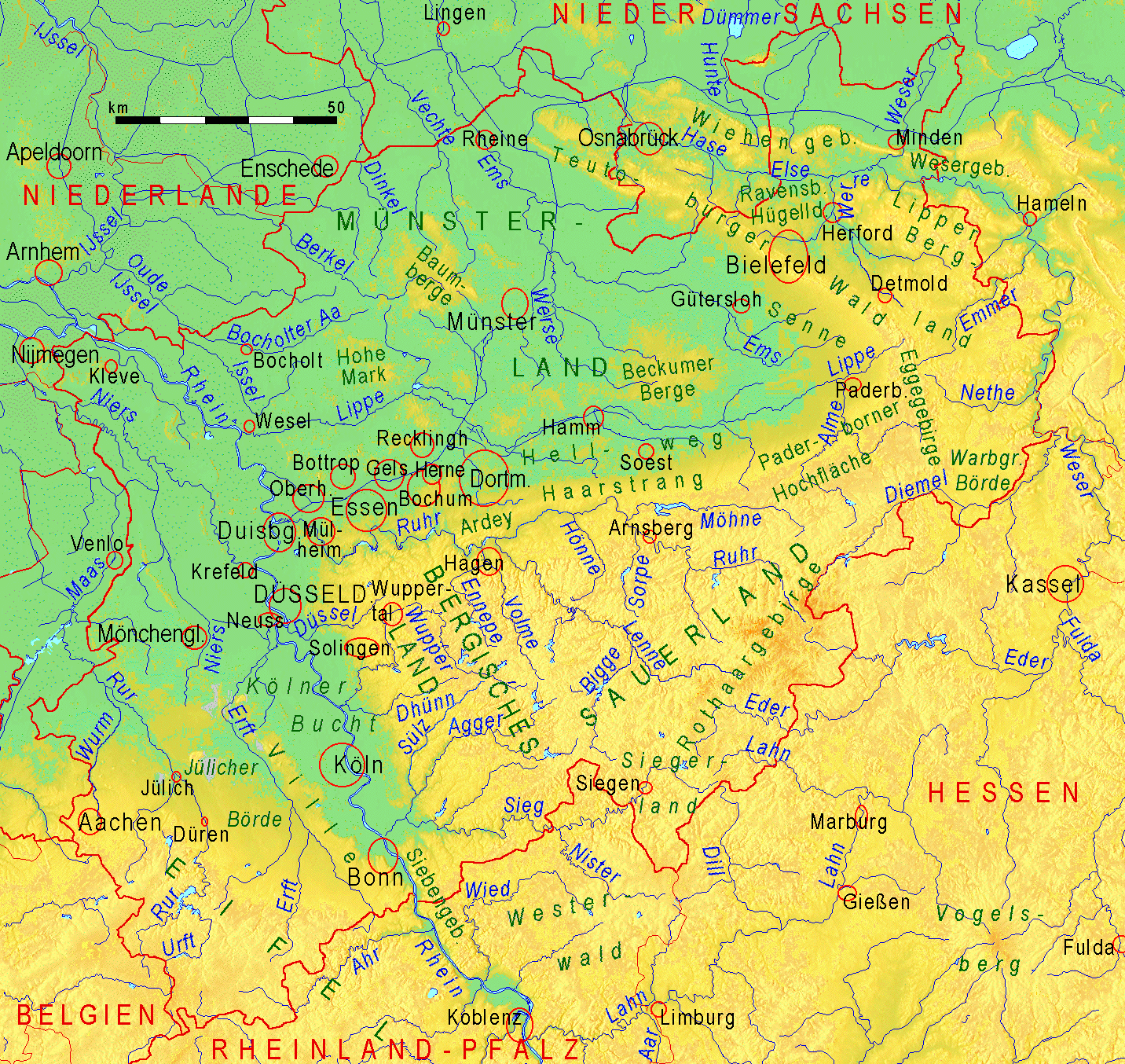
Landschaften und Flüsse Nordrhein-Westfalens

- Teile des Rheinischen Schiefergebirges:
  - linksrheinisch:
    - Eifel
      - Aachener Hügelland mit der Nordeifel / Rureifel
      - Hohes Venn

  - rechtsrheinisch:
    - Sauerland
      - Rothaargebirge
      - Ardeygebirge
      - Haarstrang
      - Ebbegebirge
      - Lennegebirge
      - Fredeburger Land

    - Wittgensteiner Land
    - Bergisches Land
      - Oberbergisches Land
      - Niederbergisches Land

    - Siegerland
    - Siebengebirge

- Teil des Niedersächsischen Berglandes:
  - Weserbergland
    - (Östliches) Wiehengebirge
    - Tecklenburger Land
    - Teutoburger Wald / Osning
    - Eggegebirge
    - Lipper Bergland
    - Ravensberger Land
    - Warburger Börde
    - Paderborner Hochfläche
      - Sintfeld

- Kölner Bucht / Niederrheinische Bucht
  - Kempener Land
  - Angerland
  - Ville / Vorgebirge
  - Zülpicher Börde / Jülicher Börde
- Niederrhein / Niederrheinisches Tiefland

- Westfälische Bucht / Münsterländer Bucht
  - Dortmunder Rücken
  - Emscherland
  - Hellwegbörden
    - Werl-Unnaer Börde
    - Soester Börde
    - Geseker Börde

  - Hohe Mark (mit Rekener Kuppen)
  - Westenhellweg
  - Münsterland
    - Kernmünsterland
      - Münsterländer Kiessandzug

    - Ostmünsterland
      - Beckumer Berge
      - Boomberge
      - Delbrücker Land

    - Westmünsterland
      - Baumberge
      - Hamaland

    - Südmünsterland 
      - Lipperegion
      - Lipper Höhen

  - Senne

- Westfälisches Tiefland
  - Mindener Land
    - Lübbecker Land